# エルベシャプリエ
エルベシャプリエ（Hervé Chapelier (発音: [ɛʁve ʃapəlje])）は、フランスのブローニュ＝ビヤンクールに拠点を構える鞄の製造・販売メーカー。1976年にエルベ・シャプリエによって設立された。

## 概要
エルベ・シャプリエがアメリカで作ったナイロン製バッグを、フランスに持ち帰ったのが始まり。
路面店ないし旗艦店は、パリのサントノーレ通り店やサン＝ジェルマン＝デ＝プレ界隈パリ6区ヴュー・コロンビエ通り店などがある。東京には銀座の松屋銀座店や東京駅の大丸東京店、路面店の代官山店があり、大阪には大丸梅田店、大丸心斎橋店、あべのハルカス(近鉄百貨店)店などがある。